# پیام‌رسان (فیلم ۲۰۰۸)
«پیام‌رسان» (ترکی استانبولی: Ulak) فیلمی در ژانر فانتزی به کارگردانی چاقان ایرماک است که در سال ۲۰۰۸ منتشر شد. از بازیگران آن می‌توان به چتین تکیندور، حمیرا آقبای، یتکین دیکینجیلر، و شریف سزر اشاره کرد.